# Faxi
Faxi (o Vatnsleysufoss, cascata di Vatnsleysa, dal nome della vicina fattoria Vatnsleysa, scarsità di acqua) è una cascata dell'Islanda, situata lungo il corso del fiume Tungufljót, che ha origine nel Sandvatnn, un piccolo lago a sud del ghiacciaio del Langjökull. Il fiume va poi a confluire nel Hvítá, dopo la cascata di Selfoss.

## Descrizione
La cascata è caratterizzata da un salto di soli 7 metri e una larghezza di 80 metri. In primavera la portata del fiume aumenta notevolmente in quanto viene alimentato dalle acque di disgelo del ghiacciaio Langjökull.
È una delle attrazioni del Cerchio d'Oro, un popolare percorso turistico che si snoda per circa 300 km nell'entroterra a est della capitale Reykjavík. La cascata si trova poco al di fuori del percorso principale ed è raggiungibile tramite una deviazione su sentiero sterrato che include anche un'area picnic e un piccolo parcheggio. Nei pressi della cascata è stato aperto anche un ristorante.
La cascata si trova a circa 12 chilometri dal famoso geyser Geysir e dalla cascata di Gullfoss, e a circa 8 km dall'importante sito storico di Skálholt.
Il fiume nei pressi della cascata è ricco di salmoni, il che lo rende un posto popolare per la pesca. È invece vietato l'uso del kayak sportivo.